# Nazim Sadıqov
Nazim Sadıqov (15 novembre 1967) è un ex calciatore azero.

## Carriera

### Nazionale
Ha collezionato tre presenze con la propria Nazionale.

## Statistiche

### Cronologia presenze e reti in Nazionale
| Cronologia completa delle presenze e delle reti in nazionale ― Azerbaigian | Cronologia completa delle presenze e delle reti in nazionale ― Azerbaigian | Cronologia completa delle presenze e delle reti in nazionale ― Azerbaigian | Cronologia completa delle presenze e delle reti in nazionale ― Azerbaigian | Cronologia completa delle presenze e delle reti in nazionale ― Azerbaigian | Cronologia completa delle presenze e delle reti in nazionale ― Azerbaigian | Cronologia completa delle presenze e delle reti in nazionale ― Azerbaigian | Cronologia completa delle presenze e delle reti in nazionale ― Azerbaigian |
| Data                                                                       | Città                                                                      | In casa                                                                    | Risultato                                                                  | Ospiti                                                                     | Competizione                                                               | Reti                                                                       | Note                                                                       |
| -------------------------------------------------------------------------- | -------------------------------------------------------------------------- | -------------------------------------------------------------------------- | -------------------------------------------------------------------------- | -------------------------------------------------------------------------- | -------------------------------------------------------------------------- | -------------------------------------------------------------------------- | -------------------------------------------------------------------------- |
| 16-8-1995                                                                  | Trebisonda                                                                 | Azerbaigian                                                                | 0 – 1                                                                      | Slovacchia                                                                 | Qual. Euro 1996                                                            | -                                                                          |                                                                            |
| 6-9-1995                                                                   | Auxerre                                                                    | Francia                                                                    | 10 – 0                                                                     | Azerbaigian                                                                | Qual. Euro 1996                                                            | -                                                                          |                                                                            |
| 24-4-1998                                                                  | Baku                                                                       | Azerbaigian                                                                | 2 – 1                                                                      | Uzbekistan                                                                 | Amichevole                                                                 | -                                                                          |                                                                            |
| Totale                                                                     |                                                                            | Presenze                                                                   | 3                                                                          |                                                                            | Reti                                                                       | 0                                                                          |                                                                            |